# Anomaloskop
Anomaloskop, anomaloskop Nagela – urządzenie służące do precyzyjnego określania zakresu oraz zaburzeń rozpoznawania barw. Badanie odbywa się na osi czerwono-zielonej. Polega ono na dopasowaniu przez badanego natężenia czystej barwy zielonej (do uzyskania której wykorzystuje się widmo talu) oraz czerwonej (do uzyskania której wykorzystuje się widmo litu), tak aby uzyskana żółcień zgadzała się z wzorcem (widmo sodu). Daje to prowadzącemu badanie obraz tego, w jaki sposób badany postrzega tę barwę.
Nazwa anomaloskopu pochodzi od nazwiska jego wynalazcy – Willibalda Nagela.